# Aleuroclava calicutensis
Aleuroclava calicutensis là một loài côn trùng cánh nửa trong họ Aleyrodidae, phân họ Aleyrodinae.
Aleuroclava calicutensis được Dubey & Sundararaj miêu tả khoa học đầu tiên năm 2005.